# Roberta Miranda
Roberta Miranda, nome d'arte di Maria Albuquerque Miranda (1956), è una cantante, compositrice e artista brasiliana.
Non ha nessun rapporto di parentela con Carmen Miranda e Aurora Miranda.

## Biografia
Interprete di brani inquadrabili nella MPB e nel sertanejo, è la quarta donna brasiliana ad aver venduto il maggior numero di dischi nel mondo (dopo Rita Lee, Xuxa, Maria Bethânia) e a tutt'oggi l'unica ad aver venduto più di un milione di copie del suo album di esordio. Durante la sua pluridecennale carriera, intrapresa nel 1986, ha collaborato con importanti artisti come Raimundo Fagner e Paula Fernandes. Si è anche affermata come scultrice e pittrice.